# Draytonville
Draytonville es un área no incorporada ubicada en el condado de Cherokee dentro del estado estadounidense de Carolina del Sur.  Se encuentra cerca de la ciudad de  Gaffney.